# Frances Barber
Frances Barber (Wolverhampton, 13 mei 1958) is een Brits actrice en zangeres.

## Biografie
Barber werd geboren in Wolverhampton als vierde in een gezin van zes kinderen. Zij doorliep de middelbare school aan de Wolverhampton Municipal Grammar School in Wolverhampton, hierna studeerde zij af aan de Bangor University in Bangor.
Barber begon in 1978 met acteren in de korte film Wings of Ash: Pilot for a Dramatization of the Life of Antonin Artaud, waarna zij nog in meer dan 100 rollen speelde in films en televisieseries. Naast het acteren voor televisie is zij ook actief in lokale theaters.
In 2001 speelde Barber het karakter Billie Trix in de musical Closer to Heaven, geproduceerd door de Pet Shop Boys. Ze vertolkte verschillende nummers op de bijbehorende soundtrack. In 2019 kwam er een vervolg op dit musicaloptreden. De cabaretshow MUSIK draait volledig om Billie Trix en bevat zes nummers.

## Filmografie

### Films
Selectie:
- 2017 The Bookshop - als Jessie
- 2017 Film Stars Don't Die in Liverpool - als Joy
- 2015 Mr. Holmes - als Matinee 'Madame Schirmer'
- 2005 Goal! - als Carol Harmison
- 2004 Suzie Gold - als Joyce Spencer
- 2002 24 Heures de la vie d'une femme - als Betty
- 1986 Castaway - als zuster St. Winifred
- 1985 A Zed and Two Noughts - als Venus de Milo

### Televisieseries
Selectie:
- 2022-2024 The Chelsea Detective - als Olivia Arnold - 6 afl.
- 2021-2024 Whitstable Pearl - als Dolly Nolan - 18 afl.
- 2023 Dreamland - als Cheryl - 6 afl.
- 2020 Semi-Detached - als Patricia - 2 afl.
- 2019 Queens of Mystery - als Viv Collins - 2 afl.
- 2017 The Rebel - als Angela - 2 afl.
- 2016 Medici - als Piccarda - 3 afl.
- 2013-2014 Psychobitches - als diverse karakters - 9 afl.
- 2012-2014 Silk - als Caroline Warwick - 12 afl.
- 2013 The Spa - als Ginny - 7 afl.
- 2011 Doctor Who - als Eye Patch Lady / Madame Kovarian - 7 afl.
- 2005 Funland - als Connie Woolf - 10 afl.
- 2002 Having It Off - als April Summers - 6 afl.
- 2002 Manchild - als Elizabeth - 5 afl.
- 1999 Real Women II - als Anna Nicholls - 4 afl.
- 1998 Real Women - als Anna Nicholls - 3 afl.
- 1998 Dalziel and Pascoe - als Cap Marvel - 1 afl.
- 1996 Rhodes - als prinses Catherine Radziwill - 8 afl.
- 1989 Behaving Badly - als Rebecca - 4 afl.
- 1983 Reilly: Ace of Spies - als Dagmara - 3 afl.

- Biblioteca Nacional de España: XX4935968
- Bibliothèque nationale de France: cb14007577c (data)
- Gemeinsame Normdatei: 139962247
- International Standard Name Identifier: 0000 0001 1931 8949
- Library of Congress Control Number: nr99006359
- MusicBrainz: cfabe721-b25e-492d-9998-01ce735eab13
- Nationale Bibliotheek van Tsjechië: pna2007418482
- Nationale Bibliotheek van Israël: 987007592069005171
- Nederlandse Thesaurus van Auteursnamen: 073880116
- SNAC: w6rz9cns
- Système universitaire de documentation: 08298266X
- Virtual International Authority File: 2386250
- WorldCat: E39PBJvCQkRVyRDXFGKXdVQg8C